# Navalacruz (kommun)
Navalacruz är en kommun i Spanien.   Den ligger i provinsen Provincia de Ávila och regionen Kastilien och Leon, i den centrala delen av landet, 110 km väster om huvudstaden Madrid. Antalet invånare är 279.